# Girtakol
Girtakol (lit. Girkalnis) – miasteczko na Litwie, położone w okręgu kowieńskim i w rejonie rosieńskim. Liczy 997 mieszkańców (2001). Do 1835 własność biskupów żmudzkich.